# Xot de les Banggai
El xot de Banggai (Otus mendeni; syn: Otus manadensis mendeni) és una espècie d'ocell de la família dels estrígids (Strigidae). Habita la selva humida de les illes de Banggai i Sula, a l'est de Sulawesi. El seu estat de conservació es considera de vulnerable.

## Taxonomia
Segons el Handook of the Birds of the World i la quarta versió de la BirdLife International Checklist of the birds of the world (Desembre 2019), aquest tàxon tindria la categoria d'espècie.
Altres obres taxonòmiques, el consideren una subespècie del xot de Sulawesi. Tanmateix, el Congrés Ornitològic Internacional, en la seva llista mundial d'ocells (versió 11.2, juliol 2021), reconegué que es tracta d'una espècie diferenciada.